# تذييل بعديد الأدينيلات

البنبة النموذجية اللرنـا الرسول الناضج.

التذييل بعديد الأدينيلات (بالإنجليزية: Polyadenylation)‏ هو إضافة ذيل عديد الأدينين (A) للنهاية 3' لرنا رسول غير ناضج أثناء عملية تعديل ما بعد النسخ. يتكون ذيل عديد الأدينين (A) من العديد من نوكليوتيدات الأدينوسين أحادي الفوسفات، بعبارة أخرى التذييل بعديد الأدينلات هو امتداد للرنا الرسول يحتوي على قواعد الأدينين فقط، وهو لدى حقيقيات النوى جزءٌ من عملية إنتاج رنا رسول ناضج ومنه جزء من العملية الأكبر: التعبير الجيني.
تبدأ عملية التذييل بعد انتهاء عملية الترجمة، حيث يُقَصَّ معظم جزء النهاية 3' للرنا قبل الرسول بواسطة مركب بروتيني، بعدها تقوم بروتينات بإنتاج الذيل (A) عند تلك النهاية، في بعض الجينات تضيف هذه البروتينات ذيل عديد الأدينيلات في مكان واحد أو عدة أمكنة ومنه يمكن لعملية التذييل إنتاج أكثر من نسخة واحدة لجين معين ( تذييل بديل)، وهذا أمر مماثل لعملية الوصل البديل.
ذيل عديد الأدينيلات مهم لخروج الرنا من النواة، للترجمة ولاستقرار جزيء الرنا الرسول. يَقصُر طول الذيل بمرور الوقت وحين يصبح قصيرا كفاية، يتم تحلل الرنا الرسول إنزيميا ، ومع ذلك يتم لدى بعض الخلايا تخزين جزيئات الرنا الرسول التي قصُر ذيل عديد الإدينيلات خاصتها لإعادة تفعيلها لاحقا بواسطة إعادة التذييل في العصارة الخلوية. لدى البكتيريا الأمر عكس ذلك حين تحدث عملية التذييل بعديد الأدينلات فإن ذلك تحفيز على تحلل جزيئات الرنا الرسول وهو الحال أحيانا بالنسبة لجزيئات الرنا غير المشفِّر لدى حقيقيات النوى.
جزيئات الرنا الرسول لدى كل من حقيقيات وبدائيات النوى تحتوي على ذيل عديد الأدينيلات في النهاية 3' مع كون الذيل عند بدائيات النوى أقصر عادة وكون جزيئات الرنا الرسول التي تخضع لعملية التذييل أقل.